# توماس س. إغان
توماس س. إغان (بالإنجليزية: Thomas C. Egan)‏ هو قاضي ومحامي أمريكي، ولد في 15 يوليو 1894 في Shenandoah, Pennsylvania ‏ في الولايات المتحدة، وتوفي في 6 يوليو 1961.